# Severin Freund
Severin Freund, nemški smučarski skakalec, * 11. maj 1988, Freyung, Zahodna Nemčija.
Freund je v svetovnem pokalu začel nastopati v sezoni 2007/08. Prvo zmago je dosegel 15. januarja 2011 na tekmi v Saporu. V sezoni 2013/14 je osvojil tretje mesto v skupnem seštevku svetovnega pokala s po petimi zmagami in drugimi mesti. Leta 2014 je na olimpijskih igrah v Sočiju postal olimpijski prvak na ekipni tekmi. Na svetovnih prvenstvih je osvojil bronasto medaljo na ekipni tekmi leta 2011 ter srebrno medaljo na ekipni tekmi in bron na mešani tekmi leta 2013. Na svetovnih prvenstvih v poletih je osvojil srebrno medaljo na ekipni tekmi leta 2012 in naslov svetovnega prvaka leta 2014.